# Morti nel 2000/Novembre
| Questa pagina contiene informazioni ricavate automaticamente dalle voci biografiche con l'ausilio del template Bio e di un bot. L'aggiornamento è periodico e automatico e ricostruisce completamente la pagina. Se manca una persona in questa lista, sei pregato di non aggiungerla, ma accertati piuttosto che la sua voce biografica contenga il template Bio e che i dati anagrafici siano correttamente compilati. Se il template Bio manca, inseriscilo tu stesso o, in alternativa, metti l'avviso {{tmp\|Bio}} che ne segnala la mancanza. Se i dati riportati sono sbagliati, correggi direttamente la voce biografica; le modifiche saranno visibili in questa lista entro pochi giorni. Per chiarimenti vedi il progetto biografie. La lista contiene solo le 113 persone che sono citate nell'enciclopedia e per le quali è stato implementato correttamente il template Bio. Pagina aggiornata al 10 ago 2025. |

- 1º novembre - George Armstrong, calciatore e allenatore di calcio inglese (n. 1944)
- 1º novembre - Tranquilino Garcete, calciatore paraguaiano (n. 1907)
- 1º novembre - Steven Runciman, medievista e bizantinista britannico (n. 1903)
- 1º novembre - Renato Tagliani, conduttore televisivo, attore e imprenditore italiano (n. 1927)
- 1º novembre - Umberto Tramma, vescovo cattolico italiano (n. 1931)
- 2 novembre - Robert Cormier, scrittore, saggista e giornalista statunitense (n. 1925)
- 2 novembre - Eva Morris, supercentenaria britannica (n. 1885)
- 2 novembre - Carlo Santachiara, fumettista e scultore italiano (n. 1937)
- 2 novembre - Simeon Simeonov, calciatore bulgaro (n. 1946)
- 2 novembre - Alberto Tonoli, calciatore e allenatore di calcio italiano (n. 1947)
- 3 novembre - Leonardo Benvenuti, sceneggiatore italiano (n. 1923)
- 3 novembre - Giacinto Ellena, allenatore di calcio e calciatore italiano (n. 1914)
- 3 novembre - Milan Figala, hockeista su ghiaccio e allenatore di hockey su ghiaccio cecoslovacco (n. 1955)
- 4 novembre - Gualtiero Ciola, scrittore italiano (n. 1925)
- 4 novembre - Proferio Grossi, pittore italiano (n. 1923)
- 4 novembre - Stephanie Lawrence, attrice, cantante e ballerina inglese (n. 1949)
- 4 novembre - Vladimiro Lazzarini, ciclista su strada italiano (n. 1914)
- 5 novembre - Dionisio Arce, allenatore di calcio e calciatore paraguaiano (n. 1927)
- 5 novembre - Jimmie Davis, cantautore, musicista e politico statunitense (n. 1899)
- 5 novembre - Frances Lee, attrice statunitense (n. 1906)
- 5 novembre - Roger Peyrefitte, diplomatico, scrittore e attivista francese (n. 1907)
- 5 novembre - David Sheppard, sollevatore statunitense (n. 1931)
- 6 novembre - Herbert Brün, compositore e docente tedesco (n. 1918)
- 6 novembre - Enrico Castiglioni, architetto, pittore e scultore italiano (n. 1914)
- 6 novembre - L. Sprague de Camp, scrittore statunitense (n. 1907)
- 7 novembre - Alwin Bär, pianista olandese (n. 1941)
- 7 novembre - Hal Fowler, giocatore di poker statunitense (n. 1927)
- 7 novembre - Ingrid di Svezia, regina (n. 1910)
- 7 novembre - Franco Odoardi, attore e doppiatore italiano (n. 1932)
- 7 novembre - Boris Vladimirovič Zachoder, poeta, scrittore e sceneggiatore sovietico (n. 1918)
- 8 novembre - Elio Crovetto, attore italiano (n. 1926)
- 8 novembre - Dupa, fumettista belga (n. 1945)
- 8 novembre - Dick Morrissey, musicista e compositore britannico (n. 1940)
- 8 novembre - Józef Pińkowski, politico e economista polacco (n. 1929)
- 8 novembre - Svetlana Kana Radević, architetta jugoslava (n. 1937)
- 9 novembre - Henri Baillot, calciatore francese (n. 1924)
- 9 novembre - Eric Morley, inglese (n. 1918)
- 10 novembre - Adamantios Androutsopoulos, politico greco (n. 1919)
- 10 novembre - Jacques Chaban-Delmas, politico, partigiano e generale francese (n. 1915)
- 10 novembre - Art Jackes, altista canadese (n. 1924)
- 10 novembre - Salvatore Palazzolo, giurista italiano (n. 1923)
- 10 novembre - Alan Tyson, musicologo britannico (n. 1926)
- 11 novembre - Rayford Barnes, attore statunitense (n. 1920)
- 11 novembre - Guido Nozzoli, partigiano, giornalista e scrittore italiano (n. 1918)
- 11 novembre - Pier Fausto Palumbo, storico italiano (n. 1916)
- 12 novembre - Halvar Björk, attore svedese (n. 1928)
- 12 novembre - Luciano Glori, cantante italiano (n. 1930)
- 12 novembre - Eugene Antonio Marino, arcivescovo cattolico statunitense (n. 1934)
- 12 novembre - Franck Pourcel, direttore d'orchestra, violinista e compositore francese (n. 1913)
- 12 novembre - Leah Rabin, tedesca (n. 1928)
- 13 novembre - Silvio Bandini, calciatore italiano (n. 1913)
- 14 novembre - Bob Kitterman, cestista statunitense (n. 1923)
- 14 novembre - Pietro Rimoldi, ciclista su strada italiano (n. 1911)
- 15 novembre - Edoardo Agnelli, italiano (n. 1954)
- 15 novembre - Barry Francis Collins, vescovo cattolico australiano (n. 1938)
- 15 novembre - Willie Cunningham, calciatore scozzese (n. 1925)
- 15 novembre - Václav Horák, calciatore cecoslovacco (n. 1912)
- 15 novembre - Rinaldo Martino, calciatore argentino (n. 1921)
- 15 novembre - Piero Pasinati, calciatore e allenatore di calcio italiano (n. 1910)
- 15 novembre - David Proctor, calciatore inglese (n. 1951)
- 15 novembre - Jens Jørgen Thorsen, pittore, regista e musicista danese (n. 1932)
- 16 novembre - DJ Screw, rapper statunitense (n. 1971)
- 16 novembre - Joe C., rapper statunitense (n. 1974)
- 16 novembre - Ahmet Kaya, cantautore curdo (n. 1957)
- 16 novembre - Irmantas Stumbrys, calciatore lituano (n. 1972)
- 17 novembre - William J. Murnane, egittologo statunitense (n. 1945)
- 17 novembre - Louis Néel, fisico francese (n. 1904)
- 17 novembre - Bim Sherman, cantante e musicista giamaicano (n. 1950)
- 18 novembre - Ugo Adriano Graziotti, scultore, pittore e matematico italiano (n. 1912)
- 18 novembre - Konstantin Križevskij, calciatore sovietico (n. 1926)
- 18 novembre - Jaap van der Leck, allenatore di calcio olandese (n. 1911)
- 18 novembre - Hubert Miller, bobbista e militare statunitense (n. 1918)
- 19 novembre - Lucy d'Escoffier Crespo da Silva, astronoma statunitense (n. 1978)
- 19 novembre - Robert Escarpit, scrittore, giornalista e sociologo francese (n. 1918)
- 19 novembre - Orietta Doria-Pamphilj-Landi, nobildonna italiana (n. 1922)
- 20 novembre - Barbara Janiszewska, velocista polacca (n. 1936)
- 20 novembre - Erik Johansen, calciatore norvegese (n. 1940)
- 20 novembre - Mike Muuss, informatico statunitense (n. 1958)
- 20 novembre - Regina Podstanická, astronoma cecoslovacca (n. 1928)
- 21 novembre - Benedetto Calati, monaco cristiano italiano (n. 1914)
- 21 novembre - Harald Leipnitz, attore tedesco (n. 1926)
- 21 novembre - Ernest Lluch, economista e politico spagnolo (n. 1937)
- 21 novembre - Roger Williams Wescott, antropologo e linguista statunitense (n. 1925)
- 22 novembre - Doug Hepburn, sollevatore canadese (n. 1926)
- 22 novembre - Christian Marquand, attore e regista francese (n. 1927)
- 22 novembre - Emil Zátopek, mezzofondista e maratoneta cecoslovacco (n. 1922)
- 23 novembre - Florence Bell, biofisica e biochimica britannica (n. 1913)
- 23 novembre - Bernard Vorhaus, regista e sceneggiatore statunitense (n. 1904)
- 24 novembre - Carla Capponi, partigiana e politica italiana (n. 1918)
- 24 novembre - Stefano Cerri, bassista e chitarrista italiano (n. 1952)
- 24 novembre - Giorgio Costamagna, archivista e diplomatista italiano (n. 1916)
- 24 novembre - Armando Oréfiche, compositore e pianista cubano (n. 1911)
- 25 novembre - José Cano López, calciatore spagnolo (n. 1956)
- 25 novembre - Mario Giacomelli, tipografo, fotografo e pittore italiano (n. 1925)
- 25 novembre - Angelo Monassi, ammiraglio italiano (n. 1920)
- 26 novembre - Piet Biesiadecki, bobbista statunitense (n. 1920)
- 26 novembre - Carlo Simi, architetto, scenografo e costumista italiano (n. 1924)
- 26 novembre - Sebastiano Timpanaro, filologo classico, saggista e critico letterario italiano (n. 1923)
- 27 novembre - Anne Barton, attrice statunitense (n. 1924)
- 27 novembre - Elena Cernei, mezzosoprano rumeno (n. 1924)
- 27 novembre - Len Shackleton, calciatore britannico (n. 1922)
- 27 novembre - George Wells, sceneggiatore e produttore cinematografico statunitense (n. 1909)
- 28 novembre - Gregg Barton, attore statunitense (n. 1912)
- 28 novembre - Bernard Lutic, direttore della fotografia francese (n. 1943)
- 28 novembre - Henry B. Gonzalez, politico statunitense (n. 1916)
- 28 novembre - Liane Haid, attrice austriaca (n. 1895)
- 28 novembre - Francesco Virlinzi, produttore discografico italiano (n. 1959)
- 29 novembre - Gianfranco Ciaurro, funzionario e politico italiano (n. 1929)
- 29 novembre - Lou Groza, giocatore di football americano statunitense (n. 1924)
- 29 novembre - Günter Schneider, calciatore tedesco orientale (n. 1924)
- 29 novembre - Tom Sealy, cestista statunitense (n. 1921)
- 30 novembre - Poul Bjørndahl Astrup, medico danese (n. 1915)
- 30 novembre - Ansumane Mané, generale e politico guineense (n. 1940)